# Flugzeugabschuss über Neuleiningen
Der Flugzeugabschuss über Neuleiningen ereignete sich am 24. September 1944, als eine Douglas DC-3/C-47 des Royal Air Force Transport Commands von einer Messerschmitt Bf 109 G-14 der Luftwaffe der Wehrmacht beschossen wurde. Die C-47 war auf dem Weg von Großbritannien nach Pakistan und kam infolge schlechter Sicht vom Kurs ab und geriet in den deutschen Luftraum. Nach dem Beschuss leitete der Pilot der C-47 ein Flugmanöver ein, bei dem die rechte Tragfläche abbrach und die Maschine beim Engelhof südwestlich von Nackterhof bei Neuleiningen abstürzte. Dabei starben alle 23 Insassen – 20 Kanadier, zwei Briten und ein Australier.

## Flugverlauf

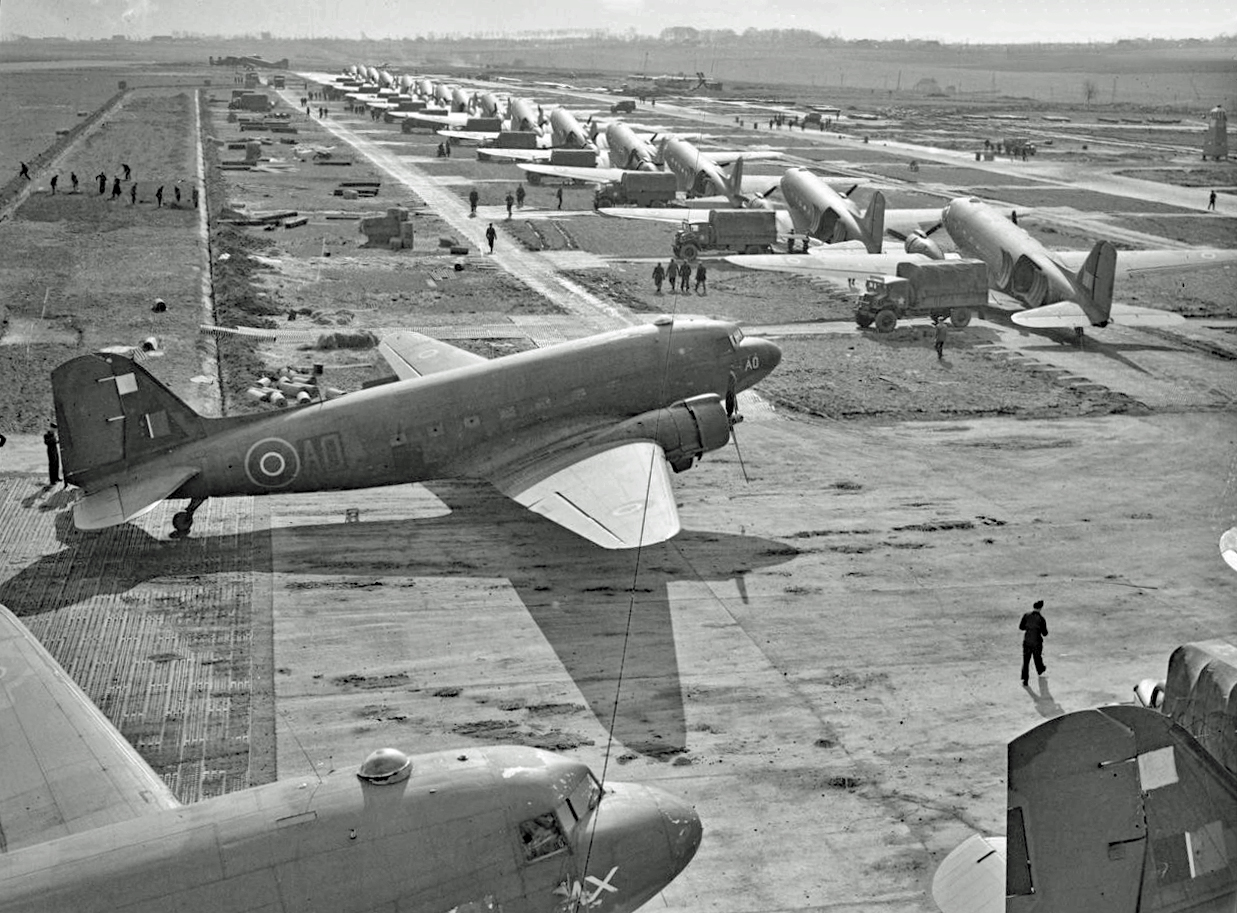
Transportflugzeuge des RAF Transport Commands – die zweite Maschine im Vordergrund „HC-AO“ ist eine Douglas Dakota III

Die Douglas Dakota III (DC-3, C-47) der RAF mit dem Luftfahrzeugkennzeichen KG653 war eine von 15 Maschinen eines Spezial-Truppentransports von 300 Soldaten der Royal Canadian Air Force von Großbritannien nach Gujrat (Pakistan). Die Soldaten gehörten zum Bodenpersonal der kanadischen Lufttransportgeschwader Nr. 435 und Nr. 436, die für den Burmafeldzug in Indien aufgestellt wurden. Der erste Zwischenstopp nach einem Flug über das befreite Frankreich war auf Sardinien (Italien) geplant. Anschließend war noch ein Zwischenstopp auf der RAF Station Castel Benito (Libyen) vorgesehen, um von dort aus in Richtung Karatschi (Pakistan) weiterzufliegen.
Die Maschine startete von der Pershore RAF Station um 3:30 Uhr morgens mit 23 Personen an Bord. Die DC-3 geriet auf dem Weg nach Sardinien in schlechtes Wetter und kam vom Kurs ab. Die Besatzung soll versucht haben, daraufhin nach Großbritannien zurückzufliegen. Als sich die Maschine über dem Reichsgebiet befand, wurde sie von Julius Meimberg von der II. Gruppe des Jagdgeschwaders 53 mit einem Jagdflugzeug vom Typ Messerschmitt Bf 109 G-14 verfolgt. Der deutsche Jagdflieger versuchte, die DC-3 zum Landen zu zwingen. Doch die Besatzung der C-47 reagierte nicht, woraufhin Meimberg auf das rechte Triebwerk schoss. 
Daraufhin steuerte der Pilot (ein 23-jähriger Fluglehrer) das Flugzeug in den Rückenflug und flog einen Abschwung. Dabei wurde das Flugwerk überlastet; eine Tragfläche riss am Triebwerk ab und die Maschine stürzte ungebremst zu Boden.
Die anderen Maschinen erreichten ihr Ziel.

## Ursache
Als Ausgangspunkt der Ereignisse, die zum Absturz führten, gilt ein Navigationsfehler, durch den die Maschine in den feindlichen deutschen Luftraum geriet und beschossen wurde.

## Archäologisches Projekt und mediale Rezeption
Der ehrenamtlicher Heimatforscher Erik Wieman war bei Recherchen in britischen Datenbanken auf den Absturz der „KG653“ in seiner Region gestoßen und hatte daraufhin den genauen Absturzort ermittelt. Regionale Medien berichteten 2018 über das von der Generaldirektion Kulturelles Erbe Rheinland-Pfalz begleitete und unterstützte ehrenamtliche archäologische Projekt der Sicherung und Sammlung der Absturz-Überreste, durch das die Absturzopfer identifiziert werden konnten.
Das Projekt fand auch in kanadischen Medien Beachtung und viele Familien der Absturzopfer nahmen Kontakt zu den Heimatforschern auf.
Die bei der Sammlung der Absturz-Überreste gefundenen Einzelstücke wurden von Juni bis September 2021 in einer Sonderausstellung im Museum an der Münze in Neuleiningen gezeigt.

## Ehrenmal
Am Absturzort bei Nackterhof wurde am 25. September 2021 ein großes Ehrenmal  mit einer Gedenktafel, die die Namen und Bilder der 23 Opfer sowie die Flaggen ihrer Heimatnationen zeigt, enthüllt. Die feierliche Zeremonie wurde durch einen Überflug von drei Privatflugzeugen (eine Beech 18, zwei SIAI-Marchetti SF.260) in der Missing-Man-Formation abgeschlossen.